# Martin Stöber

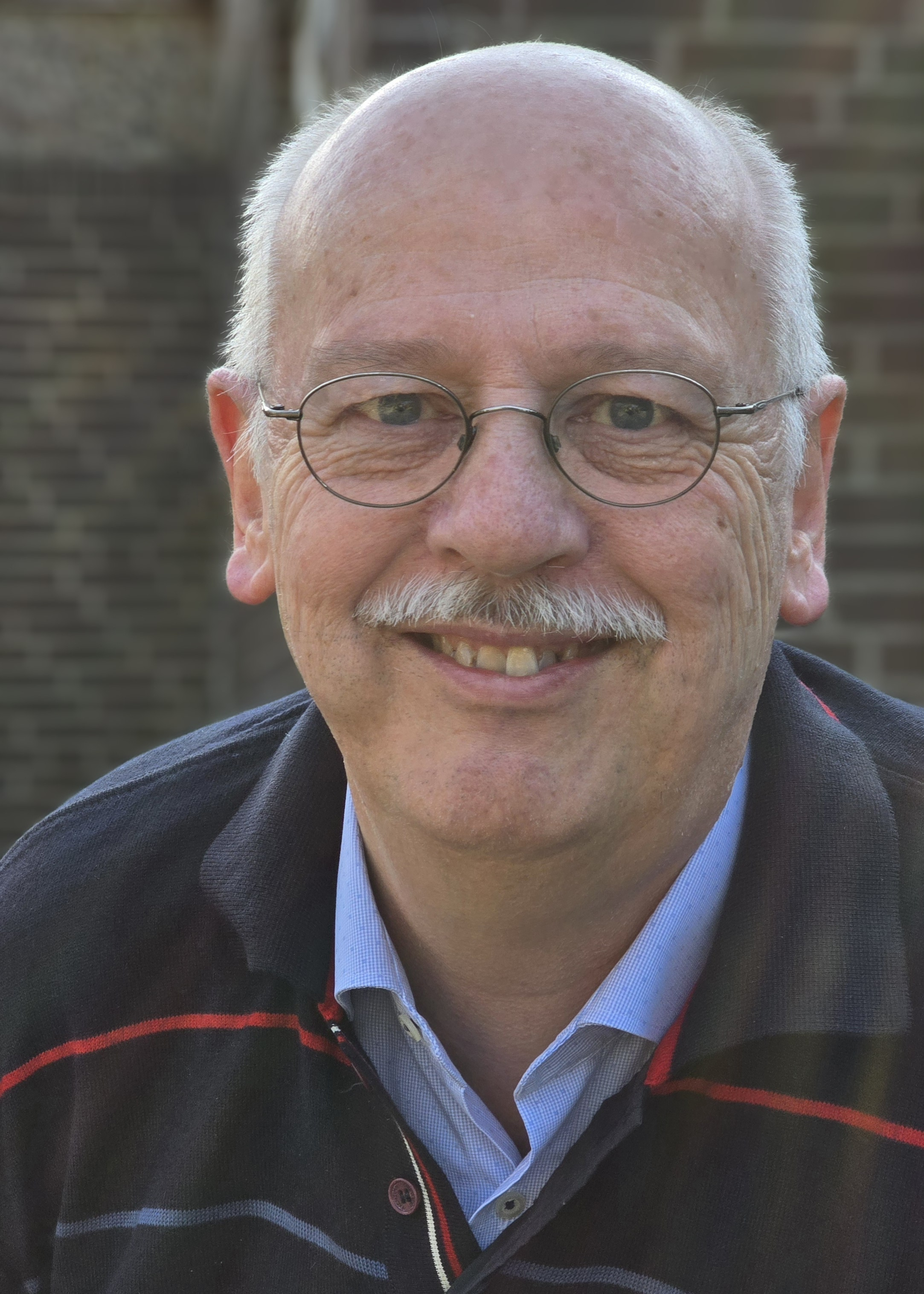
Martin Stöber im März 2025

Martin Stöber (geboren 1958 in Hannover) ist ein deutscher Regionalhistoriker, Geograph, Publizist und Verleger. Er ist spezialisiert auf Unternehmens-, Regional- und Lokalgeschichte und insbesondere die Wirtschafts- und Sozialgeschichte des Landes Niedersachsen.

## Leben

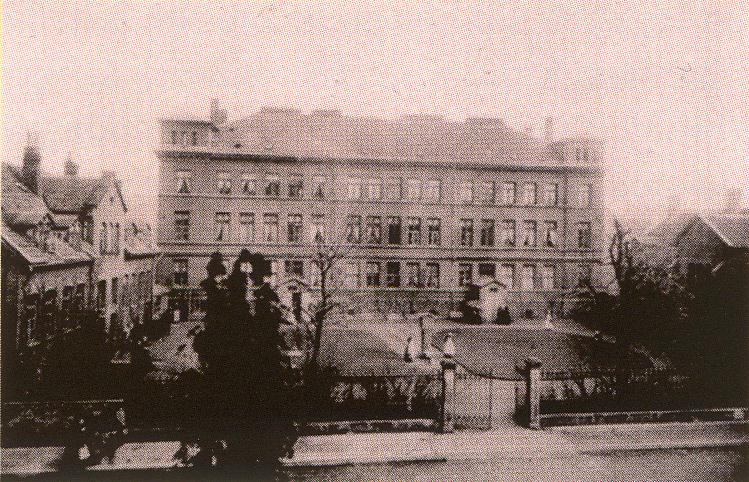
„Schwesternhaus Meterstraße“, 1848 in der Südstadt von Hannover eingeweihtes Damenstift;
um 1900; punktgerastete Reproduktion aus einer Publikation Stöbers

Martin Stöber studierte an der Universität Hannover die Fächer Geschichte und Geographie für das Höhere Lehramt. 1987 legte er sein zweites Staatsexamen ab. Seitdem arbeitete er als Historiker in der Forschung sowie für Kultur- und Projektarbeiten. Parallel dazu wirkt er als Verleger in dem als GmbH strukturierten Verlag ecrivir.
2002 übernahm Stöber die Geschäftsführung des als Verein organisierten Niedersächsischen Instituts für Historische Regionalforschung mit Sitz in Hannover.

## Veröffentlichungen (Auswahl)
- Goslarer Mühlen vom Mittelalter bis zur Gegenwart (= Stadt – Kultur – Geschichte. Band 2). Kulturamt Goslar, Goslar 1992.
- 175 Jahre Ritterschaftliches Kreditinstitut Stade, Pfandbriefanstalt des öffentlichens Rechts 1826–2001. Herausgegeben vom Ritterschaftlichen Kreditinstitut Stade in Zusammenarbeit mit dem Niedersächsischen Institut für Historische Regionalforschung. Ritterschaftliches Kreditinstitut Stade, Stade 2001.
- Die Hannoversche „Berghandlung“ im 18. und 19. Jahrhundert. In: Hans-Jürgen Gerhard, Karl Heinrich Kaufhold, Ekkehard Westermann (Hrsg.): Europäische Montanregion Harz. Bochum 2001 (= Veröffentlichungen aus dem Deutschen Bergbau-Museum Bochum. Band 98), S. 147–154.
- Aus „Goslars Gebirge“ in die weite Welt. In: Reinhard Roseneck (Hrsg.): Der Rammelsberg. Band 2. Goslar 2001, S. 328–343.
- mit Angelika Kroker und Ingeborg Titz-Matuszak: Welterbestadt Goslar. Ein Führer durch die alte Stadt der Kaiser, Bürger und Bergleute. 12., aktualisierte Auflage. Schmidt Buch, Wernigerode 2020, ISBN 978-3-945974-03-2; Inhaltsverzeichnis; ausführliche Beschreibung
- Olaf Grohmann, Hartmut Möller, Martin Stöber: Relikte, Schwarzweißfotografien historischer Industriebauten, überarbeitete, korrigierte Neuauflage, revidierte Ausgabe, hrsg. in Zusammenarbeit mit dem Netzwerk Industriekultur Niedersachsen e.V., Hannover: ecrivir-die textmacher, 2021, ISBN 978-3-938769-36-2 und ISBN 3-938769-36-X

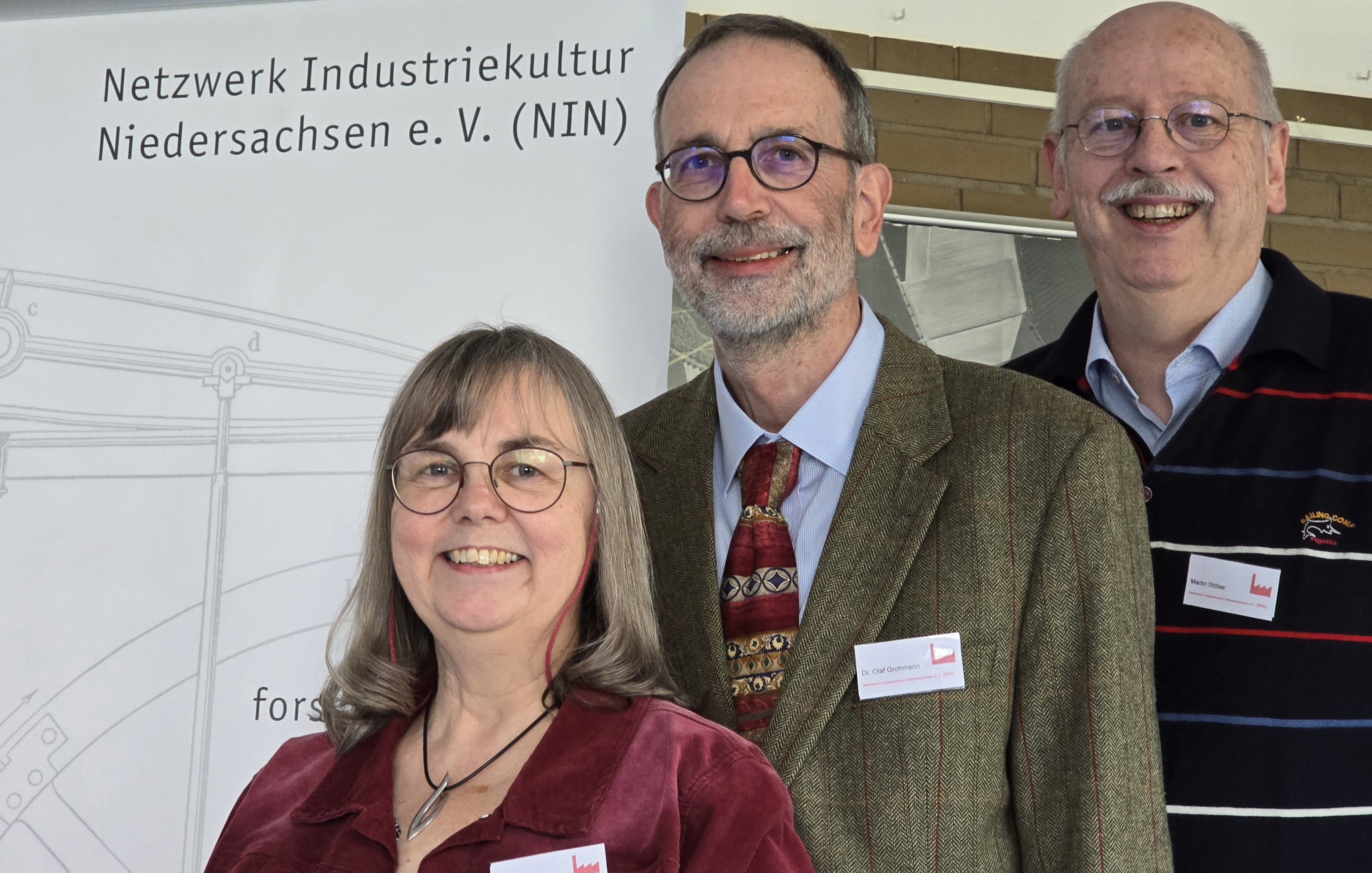
V. l.: Martina und Olaf Grohmann mit Stöber vom Netzwerk Industriekultur Niedersachsen

- Hartmut Möller, Olaf Grohmann, Martin Stöber: Begehbare Baukunst. Hannovers U-Bahn-Stationen, Hannover: ecrivir-die textmacher, 2021, ISBN 978-3-938769-34-8 und ISBN 3-938769-34-3